# Saint-Rémy-la-Varenne
Saint-Rémy-la-Varenne ist eine Ortschaft und eine Commune déléguée in der französischen Gemeinde Brissac Loire Aubance mit 945 Einwohnern (Stand: 1. Januar 2022) im Département Maine-et-Loire in der Region Pays de la Loire. Die Bewohner werden als Les Saint-Rémois bezeichnet.

## Geografie
Saint-Rémy-la-Varenne liegt am linken Ufer der Loire, auf halbem Weg von Saumur nach Angers. Das Gemeindegebiet war Bestandteil des Regionalen Naturparks Loire-Anjou-Touraine.

## Geschichte
Im Ort liegt der Dolmen de la Bajoulière.
Die Ortsbezeichnung Remy, Name eines Heiligen, tauchte erstmals im 12. Jahrhundert auf und ersetzte die gallo-römische Bezeichnung Chiriacus (Landgut des Carus oder Carius).
Ab 1343 beanspruchte der Staat durch eine Verordnung König Philipps IV. das Monopol auf Salz und führte eine Gabelle genannte Salzsteuer ein. Das Anjou gehörte zu den Ländern mit sogenannter großer Gabelle, was 16 Gemeinden betraf, zu denen auch Saint-Rémy-la-Varenne gehörte. Die Salzsteuer war besonders unbeliebt und ist neben der Taille ein Paradebeispiel für das ungerechte Steuersystem des Ancien Régime, das als eine der wesentlichen Ursachen für den Ausbruch der Französischen Revolution gilt.
Die Gemeinde Saint-Rémy-la-Varenne wurde am 15. Dezember 2016 mit neun weiteren Gemeinden, namentlich Brissac-Quincé, Charcé-Saint-Ellier-sur-Aubance, Chemellier, Coutures, Luigné, Les Alleuds, Saint-Saturnin-sur-Loire, Saulgé-l’Hôpital und Vauchrétien zur neuen Gemeinde Brissac Loire Aubance zusammengeschlossen.

## Wirtschaft
Ökonomisch ist Saint-Rémy-la-Varenne vornehmlich landwirtschaftlich ausgerichtet. Es gibt große Anbauflächen für Mais, Weizen, Sonnenblumen, Gemüse und Wein. Hinzu kommen Obstkulturen, Geflügel- und Rinderzucht sowie Milcherzeugung.
Der Weinbau wird im Anjou wie auch in der Touraine seit dem frühen Mittelalter betrieben. Aus der Zeit zwischen dem 6. und 10. Jahrhundert sind viele Beispiele belegt, in denen von geistlichen und weltlichen Fürsten sowie von Mönchen Weinberge angelegt und unterhalten wurden. Venantius Fortunatus beschrieb schon im 6. Jahrhundert die dunklen Weine des Landgutes Cariacus nahe der Loire. 1988 fand man heraus, dass dieser Besitz bei Saint-Rémy-la-Varenne gelegen haben muss.

## Sehenswürdigkeiten
Zu den Sehenswürdigkeiten im Ort gehört die Kirche Saint-Remy aus dem 11. bis 14. Jahrhundert. Hinter dem Gotteshaus befinden sich einige auf das 15. Jahrhundert zurückgehende Gebäude, die zu einer im Jahr 929 gegründeten Benediktiner-Abtei gehörten. Hervorzuheben sind der Kapitelsaal und verschiedene bauliche Dekorationen aus der Renaissance. Seit einiger Zeit sind größere Baumaßnahmen zur Rekonstruktion und Erhaltung der Gebäude des ehemaligen Priorats im Gange. Zur Unterstützung dieser Bemühungen veranstaltet die „Association Prieuré“ jedes Jahr an Halloween ein Les Hortomnales genanntes Kürbisfest.
Die figürlichen Darstellungen an der Pforte des Priorats zeigen einen angeketteten Affen und einen Löwen. In der Tiersymbolik dieser Zeit bedeutet ein hockender, gefesselter oder angeketteter Affen den Menschen in den Schlingen der Sünde. Es ist eine Bildpredigt: wie Schausteller einen Affen herumführen, so macht die Sünde den Menschen zum lächerlichen Affen; die Kette führt direkt in das Höllenmaul. Der Löwe kann Verschiedenes bedeuten, ist aber in diesem Zusammenhang als Symbol des Satans anzusehen, entsprechend dem Bibelwort: „Seid nüchtern und wacht; denn euer Widersacher, der Teufel, geht umher wie ein brüllender Löwe und sucht, wen er verschlinge.“ (1 Petrus 5,8)
In der näheren Umgebung des Ortes befindet sich der Dolmen de la Bajoulière; dieser Dolmen vom Typ „Angevin“ stammt aus neolithischer Zeit um 4500 v. Chr. und ist der größte im Anjou.

## Bevölkerungsentwicklung
| 1790 | 1831 | 1861 | 1901 | 1954 | 1982 | 1990 | 1999 |
| ---- | ---- | ---- | ---- | ---- | ---- | ---- | ---- |
| 850  | 1089 | 985  | 872  | 711  | 754  | 733  | 865  |

## Persönlichkeiten
- Der bekannte deutsche Fußballjournalist Rainer Kalb hat seinen Wohnsitz in Saint-Rémy-la-Varenne.

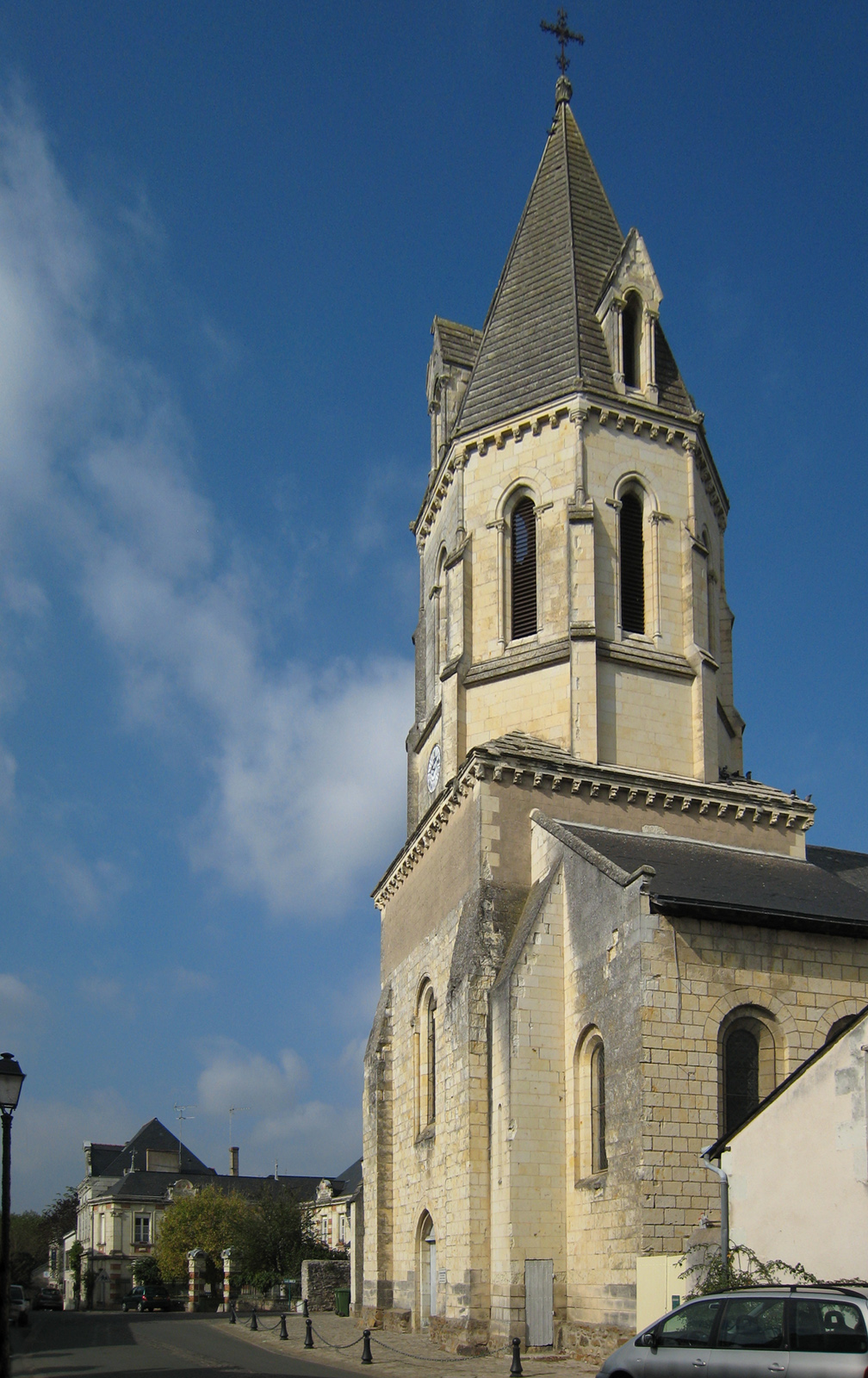
Kirche Saint-Remy
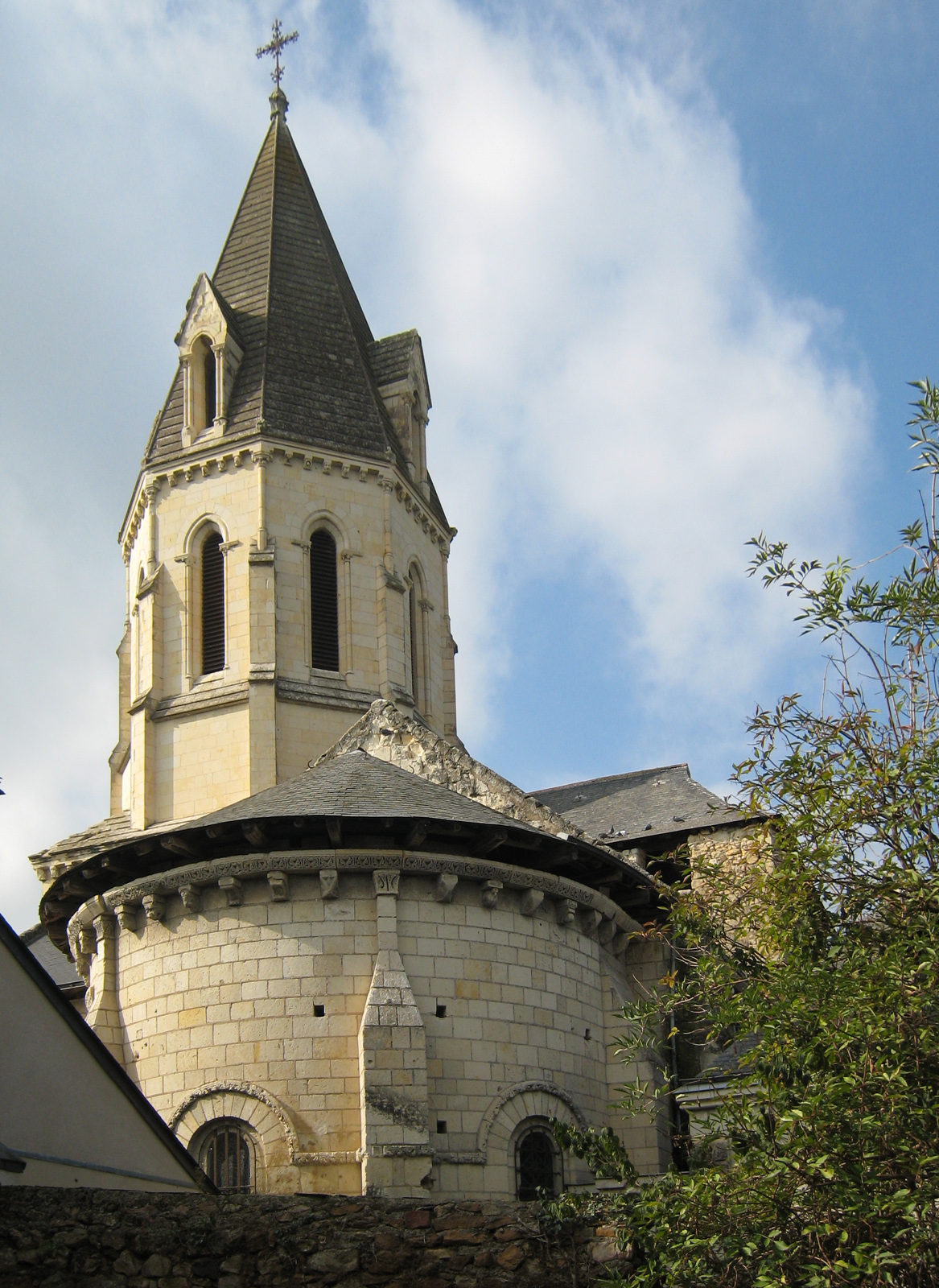
Kirche Saint-Remy
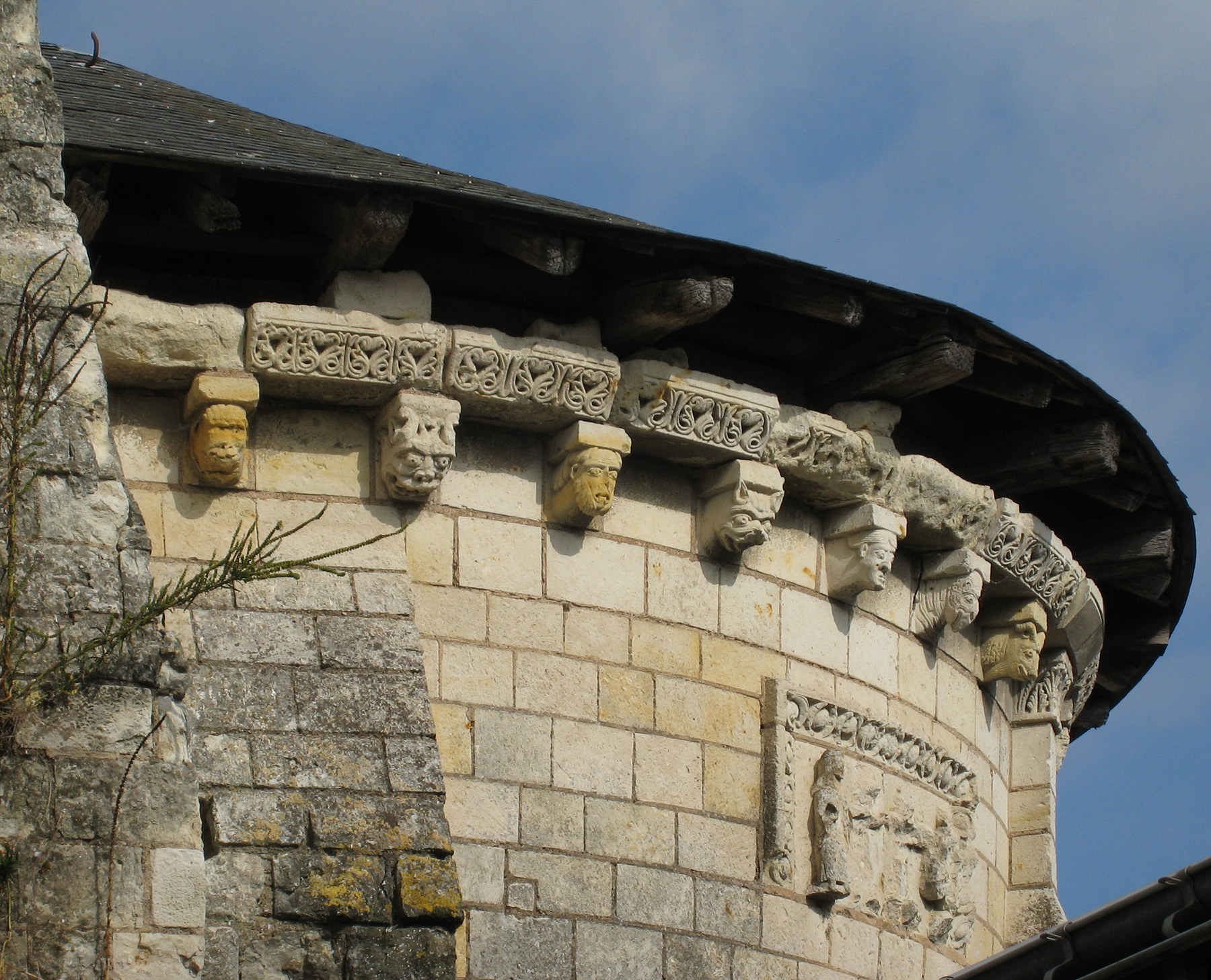
Kirche Saint-Remy, Dachfries
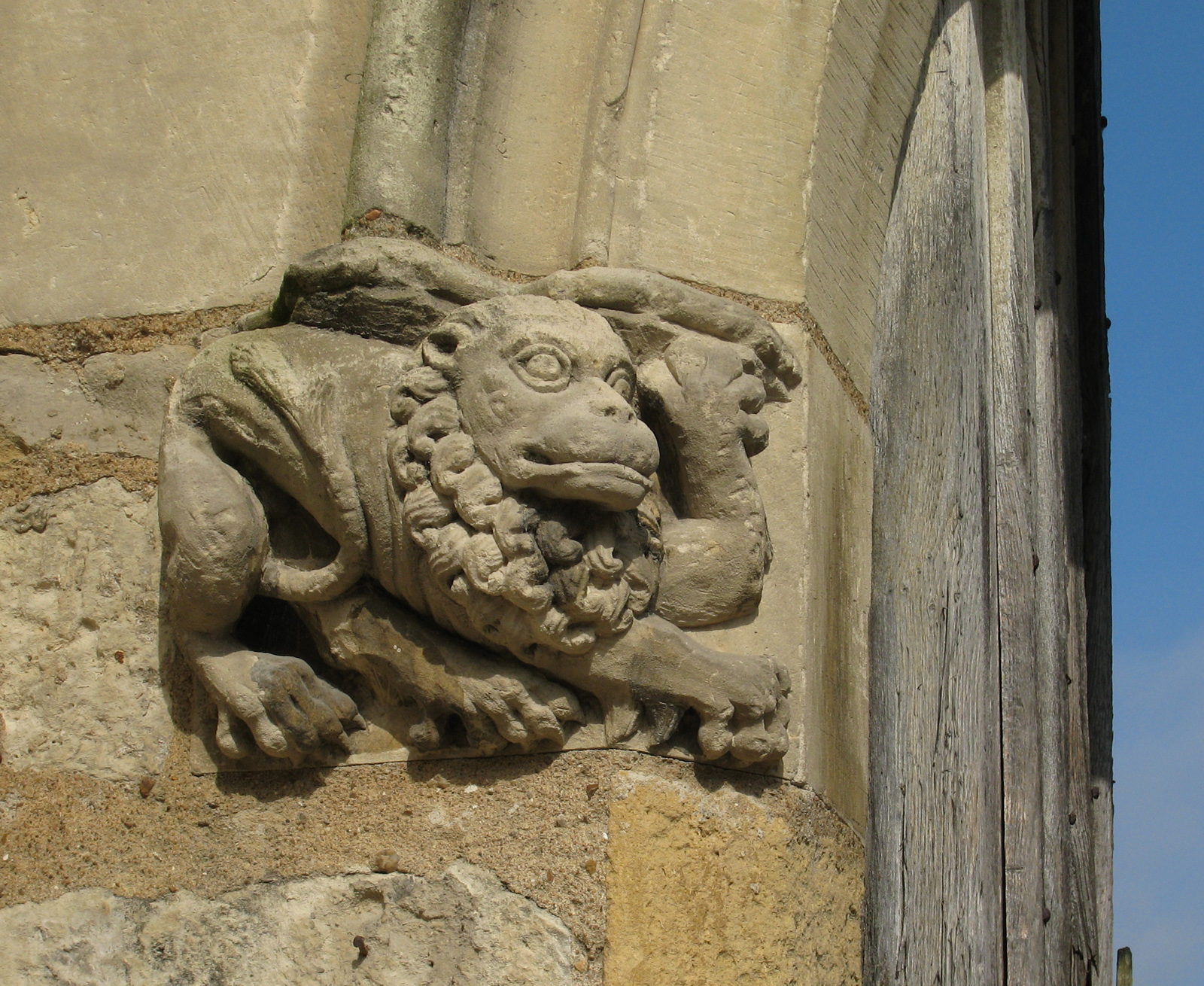
Figürliches Relief am Portal
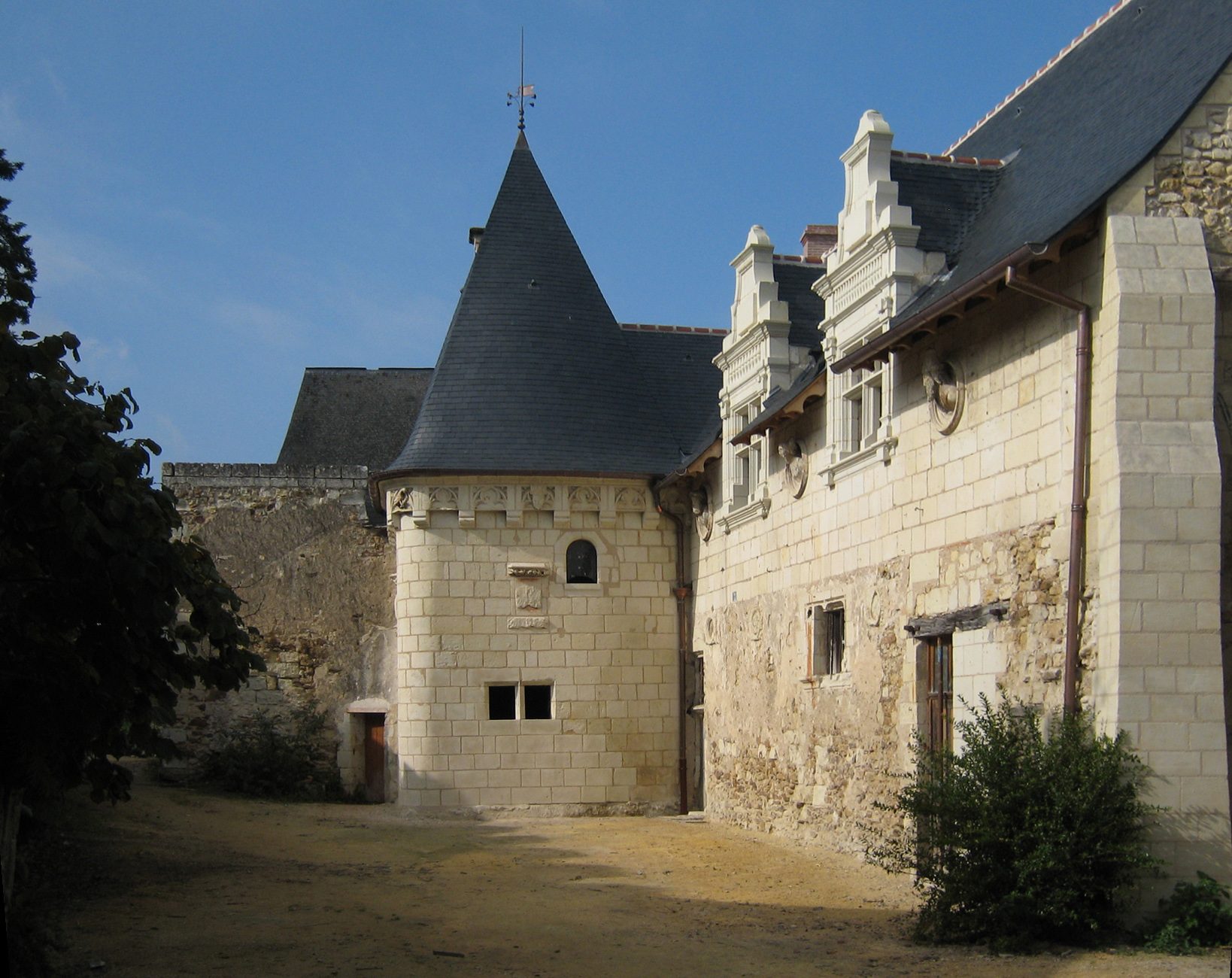
Restauriertes Gebäude des Priorats